# فرودگاه برج‌العرب

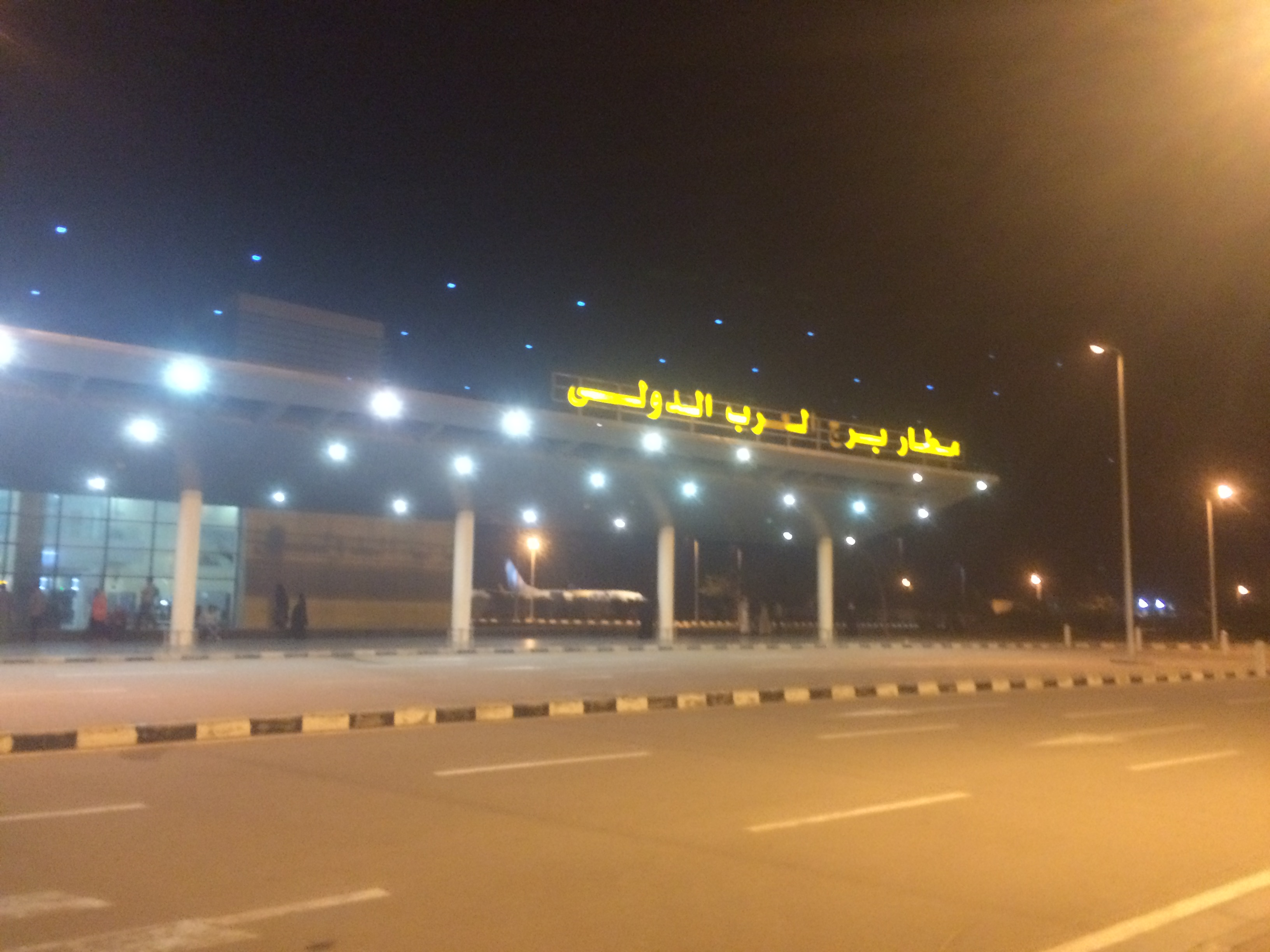
فرودگاه برج العرب الدولی

فرودگاه برج‌العرب (به انگلیسی: Borg El Arab Airport) (به زبان بومی: مطار برج العرب الدولی) یک فرودگاه همگانی با کد یاتا HBE است که یک باند فرود آسفالت دارد و طول باند آن ۳۴۰۰ متر است. این فرودگاه در شهر اسکندریه کشور مصر قرار دارد و در ارتفاع ۵۴ متری از سطح دریا واقع شده‌است.

## شرکت‌های هواپیمایی و مقصدهای پروازی
| شرکت‌های هواپیمایی                       | مقصدهای پروازی                                                                 |
| --------------------------------------- | ------------------------------------------------------------------------------ |
| ایجین ایرلاینز اجرا توسط المپیک ایر     | فصلی: آتن                                                                      |
| ایر عربیا                               | شارجه                                                                          |
| ایر عربیا اجیپت                         | ملکه علیا، ملک فهد، حمد (suspended), ملک عبدالعزیز، کویت، ملک خالد             |
| ایر قاهره                               | ملکه علیا، حمد (suspended), ملک عبدالعزیز، کویت، ملک خالد، ینبع                |
| AlMasria Universal Airlines             | ملک عبدالعزیز                                                                  |
| هواپیمایی مصر                           | قاهره، ملک فهد، دوبی، ملک عبدالعزیز، کویت، شاهزاده محمد بن عبدالعزیز، ملک خالد |
| هواپیمایی مصر اجرا توسط اجیپت‌ایر اکسپرس | آتن، رفیق حریری بیروت، بنینه، قاهره، غردقه، شرم‌الشیخ                           |
| فلای‌دبی                                 | دوبی                                                                           |
| FlyEgypt                                | ابوظبی، ملکه علیا، کویت                                                        |
| فلای‌ناس                                 | ملک عبدالعزیز، ملک خالد                                                        |
| جزیره ایرویز                            | کویت                                                                           |
| هواپیمایی لیبی                          | الابرق، بنینه، مصراته، صبها، Tobruk                                            |
| Nile Air                                | محلی قصیم، ملک عبدالعزیز، کویت، ینبع                                           |
| هواپیمایی قطر                           | حمد (suspended)                                                                |
| هواپیمایی سعودی                         | ملک عبدالعزیز، شاهزاده محمد بن عبدالعزیز، ملک خالد                             |
| ترکیش ایرلاینز                          | آتاترک                                                                         |